# Zahnseide

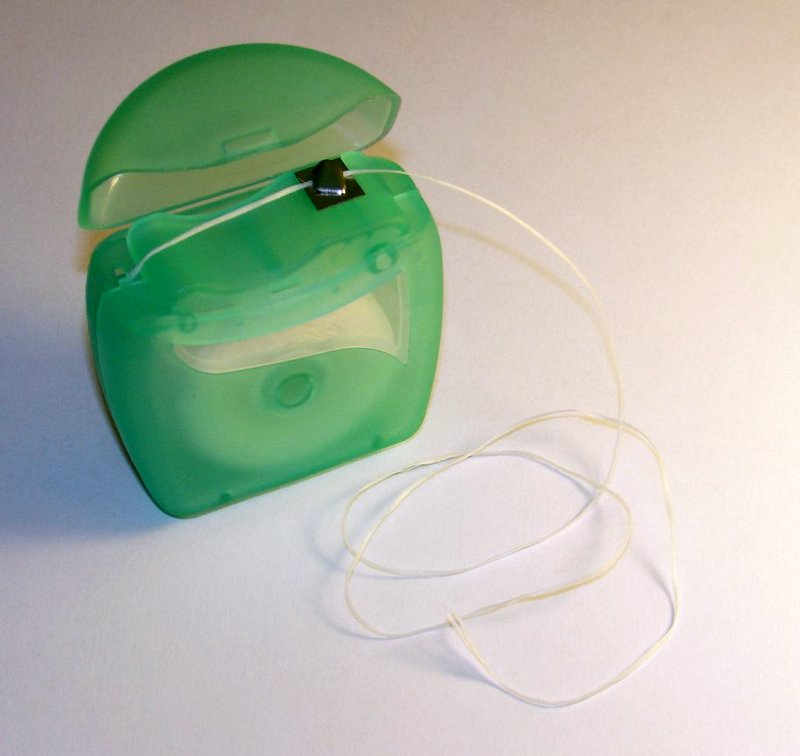
Zahnseide

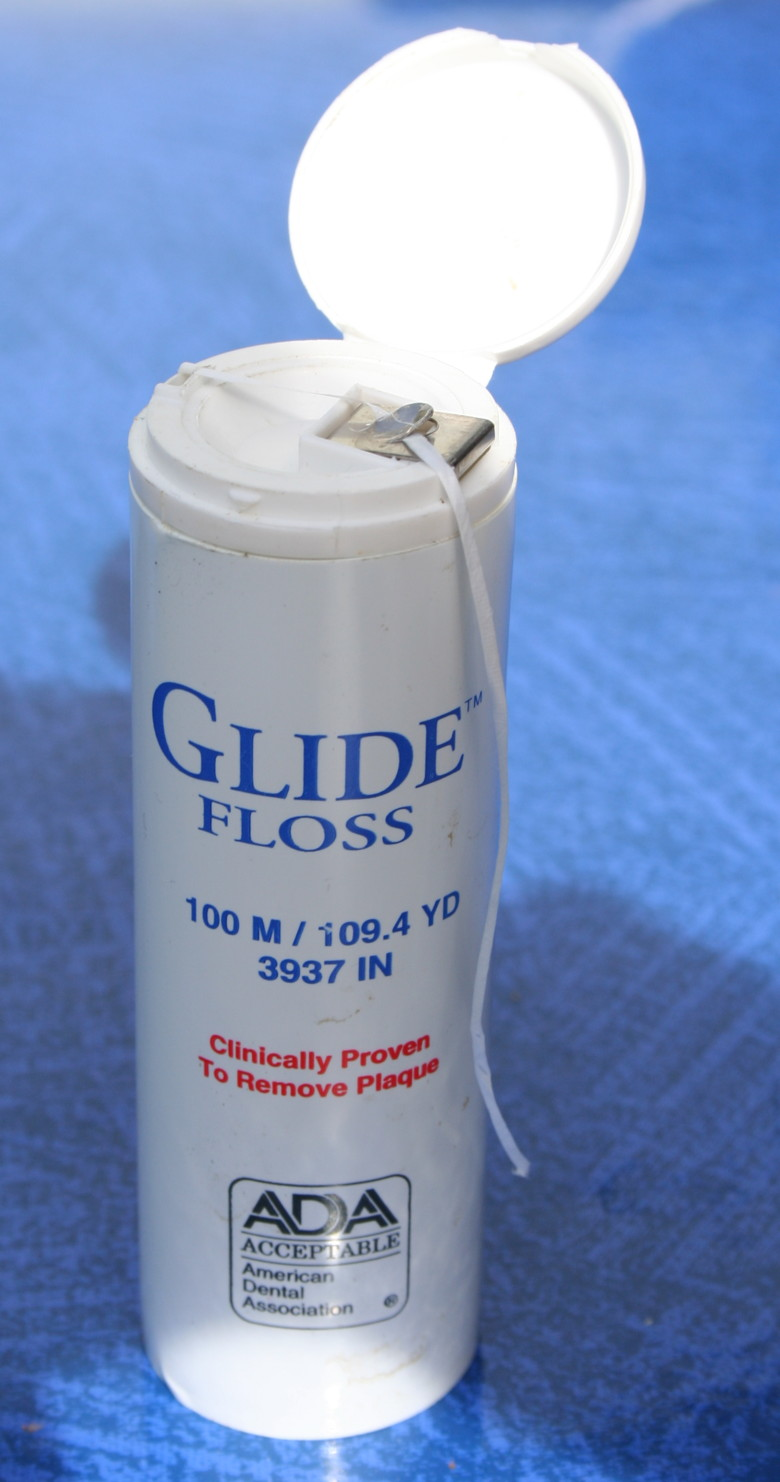
Zahnseide mit PTFE-Beschichtung

Zahnseide dient dazu, die (interdentalen) Zwischenräume der Zähne von Zahnbelag (Plaque, Bakterien) und Essensresten zu reinigen. Hierbei dient das Fädeln der Zahnzwischenräume mit Zahnseide als Ergänzung zur Zahnbürste, da mit dieser nur ca. 70 % der Zahnoberflächen gereinigt werden können.
Die Bundeszahnärztekammer schätzt Zahnseide als ein brauchbares Hilfsmittel für die Reinigung der Zähne; jedoch ist der Effekt von Zahnseide alleine schwer quantifizierbar. Es fehlen (überzeugende) Evidenzen dafür, dass regelmäßige Benutzung von Zahnseide zusätzlich zur Zahnbürste Karies oder Zahnbelag vermindert. Dafür kann das Auftreten einer Gingivitis reduziert werden.
Ein weiteres Hilfsmittel zur Zwischenraumpflege sind Interdentalbürsten.

## Zusammensetzung
Zahnseide kann aus Kunststoffen (Nylon, Polyethylen) oder Seide bestehen und ist in ungewachster und gewachster Ausführung sowie mit PTFE-Beschichtung (Teflon, Gore-Tex) erhältlich. Weiterhin gibt es Zahnseide, die mit Fluoriden oder Pfefferminzgeschmack imprägniert ist. Gewachste und beschichtete Zahnseide gleitet zwar leichter über die Zahnflächen, rutscht in der Praxis aber auch leichter durch die Finger. Die Reinigungswirkung gewachster und ungewachster Zahnseide unterscheidet sich jedoch nicht.

## Geschichte
Ähnliche Materialien wie Zahnseide oder Zahnstocher wurden bereits von prähistorischen Menschen benutzt, worauf Rillen an den gefundenen Zähnen hindeuten.
Dem Zahnarzt Levi Spear Parmly (1790–1859, New Orleans, USA) wird die Erfindung der modernen Zahnseide zugeschrieben. Er empfahl 1815 die Zahnreinigung mit Seidenfäden (ungezwirntes Seidengarn). Die Firma Codman und Shurtleft begann 1882 mit der Herstellung von ungewachster Zahnseide. Die Firma Johnson und Johnson ließ sich 1898 Zahnseide patentieren.
Vor dem Zweiten Weltkrieg war Zahnseide auch in den USA nur gering verbreitet. Dann entwickelte der Mediziner Charles C. Bass die noch heute gebräuchliche Zahnseide aus Nylonfäden. Diese war elastischer, scheuerte sich nicht so schnell durch und riss nicht so schnell.
Nach dem Zweiten Weltkrieg wurde die Benutzung von Zahnseide in den USA stark propagiert. Das 1996 gegründete National Flossing Council verleiht unter anderem den „Floscar“ (Floss-Oscar, Zahnseide-Oscar), gibt ein Online-Journal heraus und führt Zahnseide-Aufklärungskampagnen durch.

## Verbreitung
In Deutschland ist die Benutzung von Zahnseide relativ wenig verbreitet: Nach groben Schätzungen haben etwa 20 % der deutschen Bevölkerung Zahnseide im Haushalt, regelmäßig benutzt wird sie jedoch nur von ca. 5 %. In den USA ist die Benutzung von Zahnseide stärker verbreitet, dort nutzten sie 2011 täglich etwa 28 % der Bevölkerung. Mit verantwortlich dafür ist der weitverbreitete Einsatz von Dental Hygienists (zahnmedizinischen Prophylaxehelfern) in den USA.

## Motivation für die tägliche Anwendung

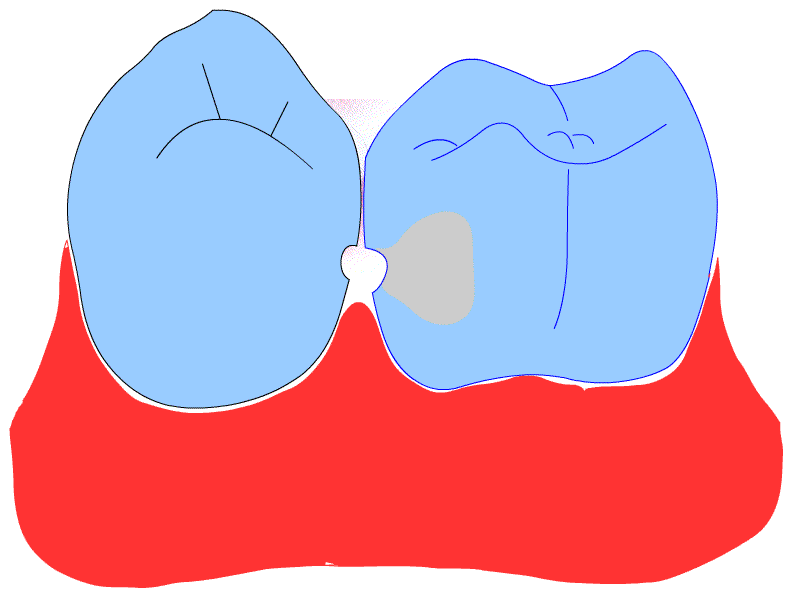
Karies unter dem Kontaktpunkt (Approximalkaries)

Bakterielle Beläge (Biofilme, früher: Plaque) führen einerseits über die Bildung von Säuren zur Entstehung von Karies, andererseits über die Bildung von bestimmten Toxinen zur Entzündung des Zahnfleischs (Gingivitis), der Vorstufe der Parodontitis. Die Zahnzwischenräume sind sogenannte Prädilektionsstellen für die Entstehung beider Erkrankungen, da sie häufig bei der täglichen Mundhygiene vernachlässigt werden.
Ziel ist es, den Zahnbelag zwischen den Zähnen (lat. interdental) zu entfernen. Dort ist die Reinigung mit der Zahnbürste nur bedingt möglich. Während sie die Außen-, Innen- und Kauflächen der Zähne sehr effektiv putzt – die Borsten treffen senkrecht auf die Zahnoberfläche (bei einigen Putztechniken 45 Grad) – erreichen die Borsten die Zahnzwischenräume nur teilweise oder streifen lediglich parallel zur Oberfläche über den Zahn (tangential). Diese mechanische Kraft reicht nicht aus, um den Zahnbelag zu entfernen. Die Anwendung von Zahnseide zusätzlich zur Zahnbürste kann das Auftreten einer Gingivitis reduzieren, bezüglich einer Reduktion der Kariesbildung fehlen aber Evidenzen.
In den Zahnzwischenräumen berühren sich die Nachbarzähne an den Kontaktpunkten. Direkt unterhalb dieser Berührungspunkte sind die Stellen, an denen häufig eine Karies entsteht (Approximalkaries).

## Benutzung

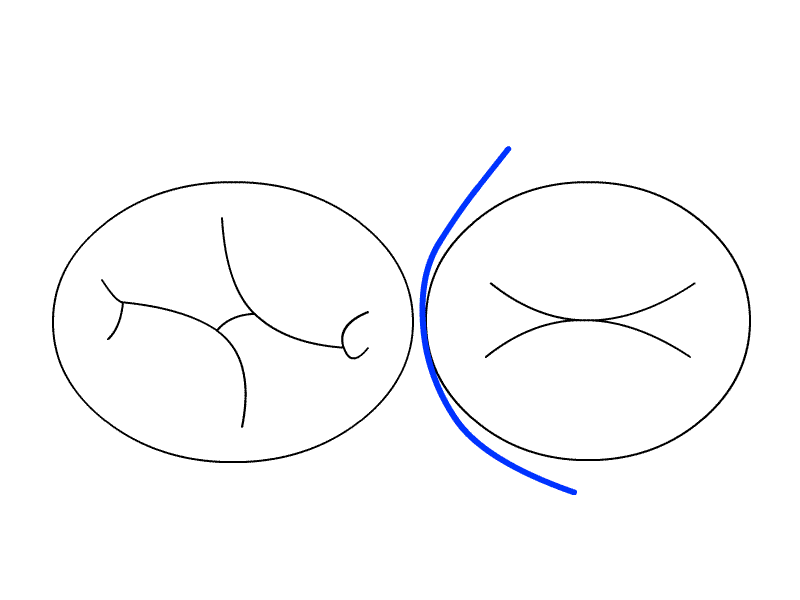
Die Zahnseide legt sich straff und C-förmig um den Zahn.

- Die Zahnseide wird C-förmig um den Zahn geschlungen. Der Zahn wird vorsichtig mit einigen Auf- und Ab-Bewegungen bis kurz unter dem Zahnfleischsaum gereinigt.
- Die Anwendung von Zahnseide kann erst ab dem 10. Lebensjahr effektiv geübt werden. Bei Kindern ist die Anwendung von Zahnseide zwischen dem vierten und fünften Milchzahn durch die Eltern sehr sinnvoll, weil hier oft Karies zwischen den Zähnen entsteht. Die Benutzung von Zahnseide empfiehlt sich bis ins hohe Alter, bis zum Verlust des letzten Zahnzwischenraums.
- Auch überkronte Zähne sollten mit Zahnseide gereinigt werden. Der Schwerpunkt liegt dann aber auf den Kronenrändern, die oft besonders anfällig für die Bildung von Zahnbelag sind.
- Oft tritt bei Benutzung von Zahnseide Zahnfleischbluten auf. Ein häufiger Grund ist dabei eine Zahnfleischentzündung (Gingivitis). Diese Entzündung geht bei regelmäßiger Anwendung von Zahnseide schnell zurück.

### Flossetten

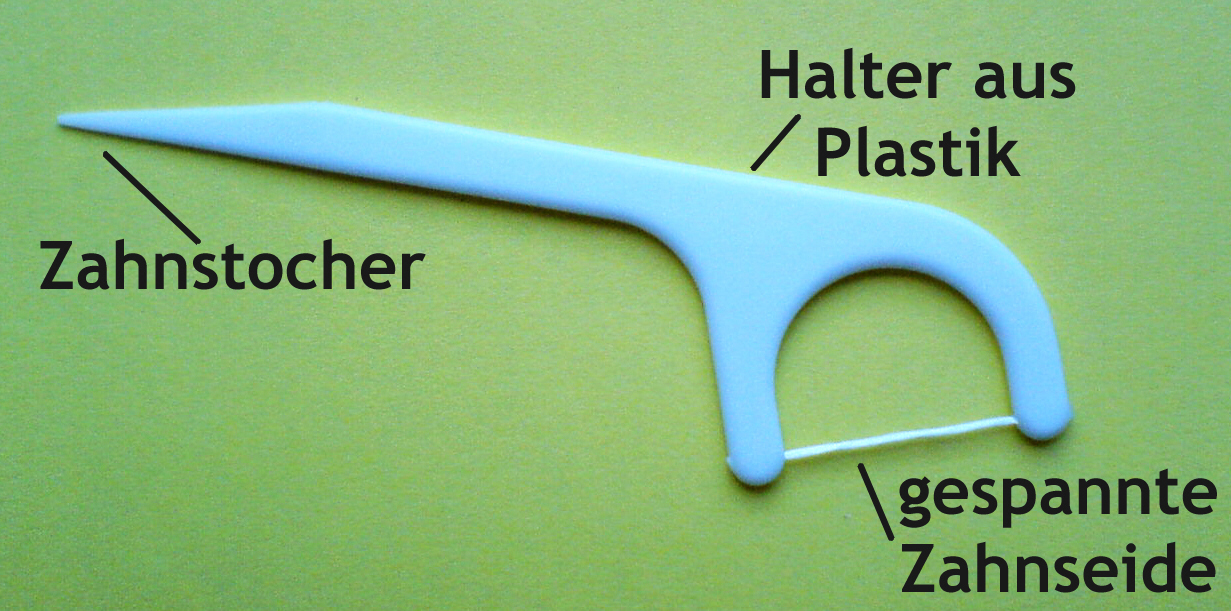
Einweg-Zahngeige mit eingespannter Zahnseide

Es gibt kleine Halterungen zum Einspannen von Zahnseide, Flossetten (vom englischen floss, …seide) genannt, die die Anwendung erleichtern sollen. Meist werden sie als fertigbespanntes Einwegprodukt unter der Bezeichnung Zahnseide-Stick oder Zahngeige angeboten.

## Zahnstein und Zahnseide
Mit Zahnseide kann man nur weichen Zahnbelag (Plaque) entfernen. Zahnstein ist zu fest dafür und muss vom Zahnarzt oder zahnärztlichem Personal entfernt werden. Durch regelmäßige Anwendung von Zahnseide wird Zahnbelag schon im Ansatz beseitigt, so dass als weitere Folge kein Zahnstein entstehen kann.

## Im Tierreich
Im März 2009 wurde bekannt, dass Wissenschaftler rund 250 Makaken einer Kolonie in Lop Buri in der Nähe der thailändischen Hauptstadt Bangkok beobachtet hatten, die mit Hilfe menschlicher Haare wie mit Zahnseide ihre Zahnzwischenräume reinigen. Dieses Ritual wird auch an die Jungtiere weitergegeben, indem die Mütter die Zahnreinigung dann besonders gründlich und anschaulich durchführen, wenn ihnen die Jungtiere dabei zuschauen.